# Horst Effertz
Horst Effertz (født 4. august 1938 i Düsseldorf) er en tysk tidligere roer, olympisk guldvinder og dobbelt europamester.
Effertz roede for RC Germania Düsseldorf. I 1958 vandt han sammen med Gerd Cintl det vesttyske mesterskab i toer uden styrmand, og de to vandt desuden sammen med styrmand Michael Obst mesterskabet i toer med styrmand. Effertz og Cintl vandt desuden EM-sølv samme år. Året efter kom alle de tre nævnte med i en firer med styrmand, der også blev vesttyske mestre og desuden blev europamestre.
Ved OL 1960 i Rom stillede tyskerne op med Klaus Riekemann, Jürgen Litz samt Effertz, Cintl og Obst i fireren med styrmand som favoritter, idet forskellige tyske sammensætninger i bådtypen havde domineret EM siden forrige OL. I indledende heat vandt de da også planmæssigt og var med ny olympisk rekord mere end fem sekunder hurtigere end næstbedste båd. De vandt også semifinalen sikkert, og finalen vandt de ligeledes sikkert med et forspring på to et halvt sekund til Frankrig på andenpladsen, mens Italien blev nummer tre.
For EM-guldet i 1959 og OL-guldet i 1960 modtog Effertz Vesttysklands fineste sportshæder, Silbernes Lorbeerblatt, begge årene. I 1964 var Effertz skiftet til firer uden styrmand, som han blev tysk og europæisk mester i. Ved OL 1964 i Tokyo skuffede de dog, idet de kæmpede med vinden i finalen og endte som nummer seks.

## OL-medaljer
- 1960:  Guld i firer med styrmand